# Radio Télévision Libre des Mille Collines
La Radio Télévision Libre des Mille Collines (Radio Televisione Libera delle Mille Colline) è stata una stazione radio del Ruanda, in onda dall'8 luglio 1993 al 31 luglio 1994, che ha svolto un ruolo significativo nel genocidio ruandese dell'aprile-luglio 1994, avendo istigato all'odio razziale contro i tutsi e avendo dato il segnale di inizio al massacro.

## Persone associate alla stazione radio
- Félicien Kabuga, "Chairman Director-general"[1] or "President of the General Assembly of all shareholders"[2]
- Ferdinand Nahimana, cofondatore e direttore
- Jean Bosco Barayagwiza, leader della Coalition pour la Défense de la République;
- Gaspard Gahigi, editor-in-chief
- Phocas Hahimana, day-to-day manager
- Georges Ruggiu, conduttore,
- Valerie Bemeriki, conduttore,
- Pascal Simbikangwa, azionista.